# موفر المحتوى
موفر المحتوى (بالإنجليزية: Content Provider)‏ هم الأشخاص أو الشركات أو الموسسات أو مواقع الويب التي تورد أنواع مختلفة من المعلومات على شبكة الإنترنت كما تقوم بتزويد المواقع بالنصوص والرسومات والمقالات والمقابلات، والتطورات الجديدة، والأخبار وغيرها، بحيث تجعل محتوى الموقع أكثر جاذبية ومفيد لقرائه وزواره.
أولى الشركات التي عملت في هذا المجال كانت كيانات مثل: أميركا أون لاين إيه أو إل، الذي يوفر للمستخدمين المحتوى لقاء رسم اشتراك. في الآونة الأخيرة قام العديد من الشركات بتقديم بعض أو كل خدمات المعلومات مجاناً مثل: شركة سي نت. خلافا لمواقع التجارة الإلكترونية، والتي تولد عائدات مثالية للمستخدم من حركة المبيعات. كما يقوم موفري المحتوى بشراء وصناعة وتجميع معلومات محددة من مصادر عديده مثل: لكسيس نكسيس.كما يستعين موفري المحتوى بشركات أو مؤسسات كبيرة لأخذ الأخبار، من هذه الشركات: "Dow Jones، دن آند بي هوفرز، "Lexis-Nexis، كما تقدم هذه الشركات التي ذكرت مسبقا محتوى الأرشيف للمستخدمين.

## أهم مصادر عائدات موفري المحتوى
يقوم موفري المحتوى بجني العائدات من مصادر عديده مثل: الاشتراك والإعلانات وغيرها من أشكال الدعاية والترويج.حيث يستمد موفري المحتوى جزءا كبيرا من عائداتهم من إعلانات الشعار «إعلانات الراية»، ولكن جدوى تلك الإعلانات مشكوك فيه على نحو متزايد في وقت مبكر من الألفية الثانية، عندما هبطت معدلات العائدات من نموذج "click-through model" وأدركت شركات الإعلانات أن هذه الإعلانات غالبا مايتم تجاهلها.

## نماذج الأعمال " Business Model" لموفر المحتوى على شبكة الإنترنت
أكثر هذه النماذج شيوعا نموذج انقر من خلال "click-through model", ولكن هذا النموذج يواجه مستقبلا غامضا.بسبب عزوف كثير من المستخدمين عن النقر على مثل هذه الإعلانات حيث أنها لم تعد تستهويهم.

### موفري المحتوى والهواتف المحموله
مجالات النمو المستقبلية لموفري المحتوى تشمل توفير محتوى للهاتف المحمول، حيث يمكن لمقدمي العرض تزويد المستخدمين بالمعلومات ذات الصلة متصلة بخدمات تعتمد على مواقع، مثل مراكز التسوق والمطاعم وأماكن الترفيه. ويتوقع موفري المحتوى من أن كثير من العملاء سوف يقومون بدفع رسوم لقاء هذه الخدمة، حيث أنهم يقومون بذلك بالفعل لخدمة الهاتف الخلوي.

### موفري المحتوى ووسائل الإعلام
كما يتطلع بعض موفري المحتوى، الذين يقومون بتوفير الأفلام التي تظهر على مواقع الويب الخاصة بهم، إلى أبعد من شبكة الإنترنت لتقديم محتوى وسائل الإعلام حاليا إلى أماكن أخرى مثل شبكات تلفزيون الكابل.

## قائمة ببعض الشركات التي تقوم بتوفير المحتوى
- 1105 Media, Inc.
- Access Intelligence, LLC
- AOL LLC
- Antenna TV S.A.
- Apple Inc.
- BBC Worldwide Limited
- Canon Communications LLC

## وصلات خارجية
- http://encyclopedia2.thefreedictionary.com/content+provider
- http://free-web-site-content.com/Web_Content_Provider.htm
- http://www.hoovers.com/industry/internet-content-providers/companies/--HICID__1457,Page__1--/free-ind-companies.xhtml
- http://ecommerce.hostip.info/pages/261/Content-Provider.html